# Рази-бек (уцмий)
Рази-бек — уцмий Кайтага, правивший с 1800 по 1803 год. Военно-политический деятель в истории Дагестана конца XIX века. Брат уцмия Али-бека.

## Приход к власти и правление
В 1796 году умирает брат Рази-бека уцмий Али-бек и Рази-бек ввязывается соперничество за престол. На трон претендовал его двоюродный брат — Рустам-хан II по прозвищу Мамма. Они смогли прийти к взаимопониманию и Рази-бек уступил Рустам-хану:
«... в первом состояло дело их примирить Рази-бека с Мамоюбеком (Рустам-ханом), и когда сие учинили, тогда Рази-бек учинил Мама-беку присягу в том, что как он служил верно покойному уцмию Али-беку, так и ему, Мама-беку служить будет».
В 1800 году в Дагестане разгорается крупная феодальная междоусобица, в ходе которой союзник Шейх-Али-хана Кубинского Мехти-шамхал за русские деньги нанял войско горцев, с помощью которых «лишил без вины достоинства уцмия прежнего Рустам-хана, а сделал на место его уцмием Разия». Таким образом, Кайтаг оказалось разделённым на две противоборствующие стороны.
В 1801 году Рази-бек от имени кайтагского народа отправляет прошение императору Александру I о принятии его в подданство и утверждении уцмием. Рази-беку отказали, «ибо законный и владеющий уцмий Рустем-хан утверждены в сем звании по воле Е.И.В.». Но, учитывая его влияние и силы князь Цицианов, главнокомандующий на Кавказе, предлагал назначить жалованье в 600 рублей.
В 1803 году Рази-бек умер и вся власть перешла к Рустам-хану.